# Le Mesnil-Mauger
Le Mesnil-Mauger település Franciaországban, Calvados megyében. Lakosainak száma 994 fő (2018. január 1.). Le Mesnil-Mauger Les Authieux-Papion, Bretteville-sur-Dives, Grandchamp-le-Château, Lécaude, Mézidon-Canon, Monteille, Ouville-la-Bien-Tournée, Percy-en-Auge, Biéville-Quétiéville, Saint-Loup-de-Fribois és Vieux-Pont-en-Auge községekkel határos.

## Népesség
A település népességének változása:
| Lakosok száma | 509  | 905  | 853  | 926  | 1005 | 1047 | 1070 | 1083 | 1005 | 994  |
|               | 1968 | 1975 | 1982 | 1990 | 1999 | 2011 | 2013 | 2015 | 2017 | 2018 |